# ジャン＝リュック・ヴァンサン
ジャン＝リュック・ヴァンサン（Jean-Luc Vincent、1973年3月12日 - ）は、フランスの俳優。

## 出演作品
- カミーユ・クローデル ある天才彫刻家の悲劇 Camille Claudel 1915 (2013) - ポール・クローデル役
- 欲しがる女 Irréprochable (2016) - アラン役
- オーケストラ・クラス La mélodie (2017) - ローラン役